# Тарасів
Тара́сів — село в Україні, у Козелецькій селищній громаді Чернігівського району Чернігівської області. Населення становить 170 осіб. До 2016 орган місцевого самоврядування — Білейківська сільська рада.

## Історія
Тарасовский хутор було згадано в переписній книзі Малоросійського приказу (1666). Також наведено поіменні відомості про мешканців хуторів: 21 людину на 19 дворів, які мали загалом 27 волів та 4 коня.
12 червня 2020 року, відповідно до розпорядження Кабінету Міністрів України № 730-р «Про визначення адміністративних центрів та затвердження територій територіальних громад Чернігівської області», увійшло до складу Козелецької селищної громади.
19 липня 2020 року, в результаті адміністративно — територіальної реформи та ліквідації Козелецького району, село увійшло до складу Чернігівського району Чернігівської області.

## Політика

### Парламентські вибори, 2019
На позачергових парламентських виборах 2019 року у селі функціонувала окрема виборча дільниця № 740245, розташована у приміщенні клубу.
Результати
- зареєстровано 128 виборців, явка 59,38%, найбільше голосів віддано за Всеукраїнське об'єднання «Батьківщина» — 21,33%, за «Слугу народу» і Радикальну партію Олега Ляшка — по 18,67%[5]. В одномандатному окрузі найбільше голосів отримав Борис Приходько (самовисування) — 39,47%, за Сергія Коровченка (самовисування) — 35,53%, за Олега Дмитренка (самовисування) — 10,53%[6].

## Населення

### Мова
Розподіл населення за рідною мовою за даними перепису 2001 року:
| Мова       | Кількість | Відсоток |
| ---------- | --------- | -------- |
| українська | 236       | 97.52 %  |
| російська  | 4         | 1.66 %   |
| білоруська | 1         | 0.41 %   |
| румунська  | 1         | 0.41 %   |
| Усього     | 242       | 100 %    |

## Пам'ятки
- Братська могила[d] 3 радянських воїнів, які загинули восени 1941р. в оборонних боях і 19 радянських воїнів, які загинули при звільненні села у вересні 1943р.;